# Kathedralbasilika der Unbefleckten Empfängnis (Mongomo)

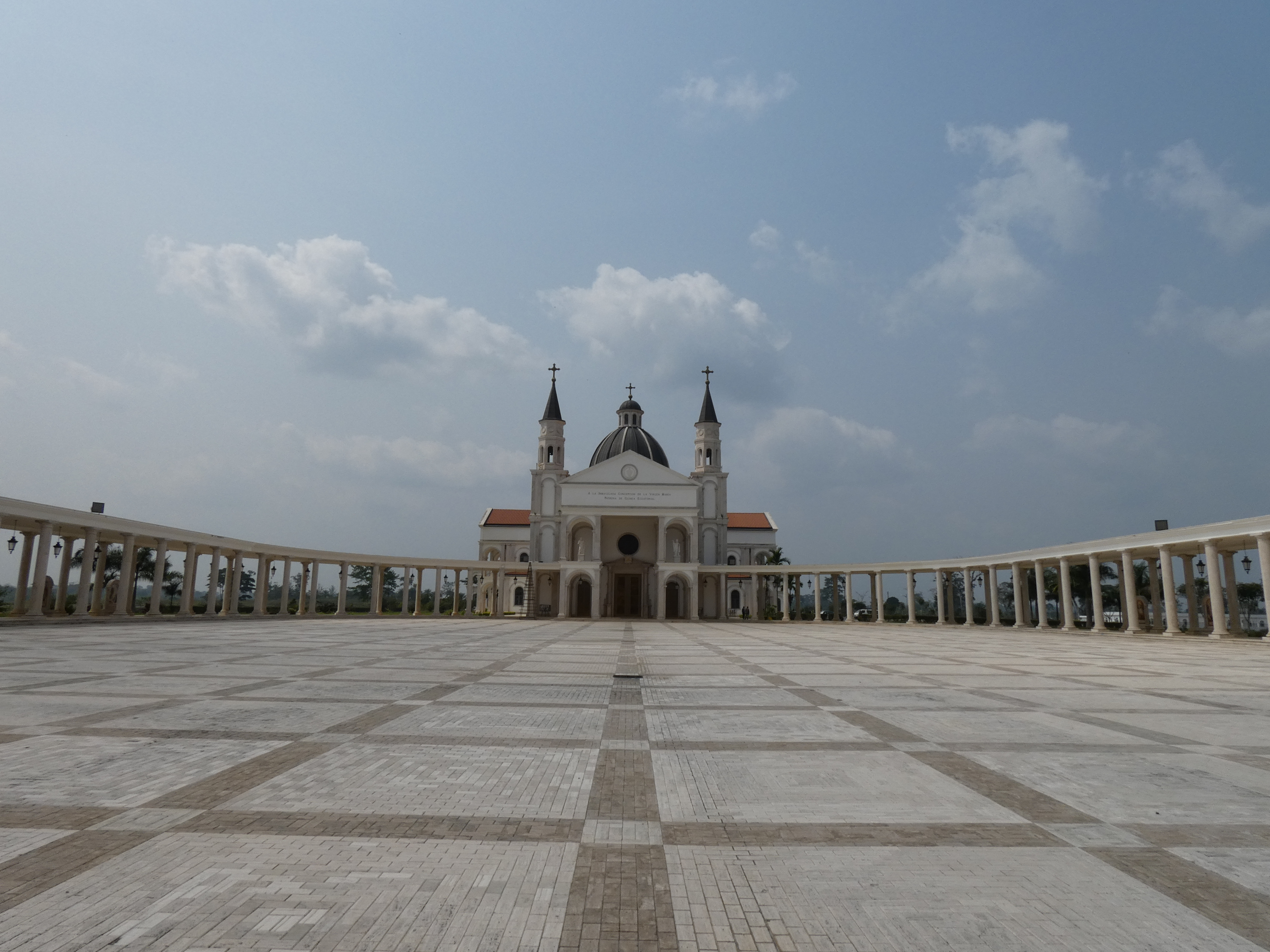
Kathedralbasilika der Unbefleckten Empfängnis mit Vorplatz

Die Kathedralbasilika der Unbefleckten Empfängnis (spanisch Catedral Basílica de la Inmaculada Concepción) ist eine römisch-katholische Kirche in Mongomo im Osten von Äquatorialguinea. Sie ist die Kathedrale des Bistums Mongomo mit dem zusätzlichen Titel einer Basilica minor. Sie wurde zu Beginn des 21. Jahrhunderts errichtet.

## Geschichte
Die Grundsteinlegung der Kirche erfolgte durch den Präsidenten von Äquatorialguinea, Teodoro Obiang Nguema Mbasogo, in seiner Heimatregion Wele-Nzas. Sie wurde im historisierenden Stil durch die italienische Firma Makinen Venture in sechs Jahren im Auftrag der Regierung errichtet und durch die ebenfalls italienische Firma Ruffini Decorazioni ausgestattet. Auf dem Grundriss eines lateinischen Kreuzes bietet sie Platz für 800 Besucher. An den Enden der Querschiffe stehen ein Seitenaltar und auf der anderen Seite ein Taufbecken. Am Ende des Chors befindet sich eine Apsis mit dem Hauptaltar. Über der Vierung thront die 39 m hohe Kuppel, die von einer Laterne gekrönt wird. Die Basilika ist die zweitgrößte römisch-katholische Kirche in Afrika nach Notre-Dame-de-la-Paix de Yamoussoukro. Vor dem Portal befindet sich ein mit Kolonnaden gefasster Vorplatz.
Kardinalerzbischof Francis Arinze weihte am 7. November 2011 die Kirche in Anwesenheit von fünf Kardinälen, 45 Bischöfen und rund 300 Priestern sowie wichtigen Politikern. Die Kirche mit dem Patrozinium der Unbefleckten Empfängnis erhielt zugleich den Titel einer Basilica minor verliehen. In der Kirche wird eine Nachbildung der Esperanza Macarena aus Sevilla des Künstlers José Antonio Bravo verehrt.
Mit der Schaffung des Bistums Mongomo wurde die Kirche 2017 zu dessen Kathedrale erhoben.